# 埃诺·普尔耶
埃诺·普尔耶（芬蘭語：Eino Purje，1900年2月21日—1984年9月2日），芬兰男子田径运动员，主攻中跑和长跑。他曾代表芬兰参加1928年和1932年夏季奥林匹克运动会田径比赛，获得一枚铜牌。